# 竹内肇
竹内 肇（たけうち はじめ、1930年（昭和5年） - ）は、日本のバリトン歌手。四国二期会名誉顧問。元高松短期大学幼児教育学科教授。
香川大学教育学部卒業。香川県さぬき市出身。

## 経歴
香川県さぬき市出身。香川大学教育学部を卒業。バリトン歌手として四国二期会に所属し、高松第一高等学校音楽科教諭を定年退職後は高松短期大学幼児教育学科の教授を務めた。
1964年（昭和39年）に香川県高等学校音楽教育功労賞、2000年（平成12年）に香川県教育文化功労賞、2004年（平成16年）に東京二期会感謝状、2006年（平成18年）に香川県教育功労県知事賞、2010年（平成22年）に公益財団法人中條文化振興財団賞、2014年（平成26年）によんでん芸術文化功労賞などを受賞。
また全日本合唱連盟理事・日本ピアノ教育連盟香川県顧問・四国二期会名誉顧問・香川ジュニアコーラス連盟会長・香川県合唱連盟名誉会長・香川音楽連盟理事長などを歴任。全日本合唱連盟・日本演奏連盟・日本ピアノ教育連盟などに所属した。
香川県立聾学校・香川県立善通寺西高等学校等の校歌を作曲。弟子に徳島文理大学教授の熊谷公博と武蔵野音楽大学教授の亀井陽二、東京二期会の吉見佳晃などがいる。

## 作曲
- 香川県立聾学校校歌
- 香川県立善通寺西高等学校校歌

## 受賞
- 1964年 - 香川県高等学校音楽教育功労賞
- 2000年 - 香川県教育文化功労賞
- 2004年 - 東京二期会感謝状
- 2006年 - 香川県教育功労県知事賞
- 2010年 - 公益財団法人中條文化振興財団賞
- 2014年 - よんでん芸術文化功労賞